# محمد مهدي إيكر
محمد مهدي إيكر (بالتركية: Mehdi Eker)‏‏ (1 يناير 1956 في بسمل - ) سياسي، وطبيب بيطري من تركيا. وعضو في البرلمان التركي عن حزب العدالة والتنمية، ووزير الزراعة في حكومة رجب طيب أردوغان الثانية وحكومة رجب طيب أردوغان الثالثة وحكومة أحمد داوود أوغلو الأولى.